# Some Enchanted Evening (Blue Öyster Cult)
Some Enchanted Evening è il secondo album dal vivo della hard rock band Blue Öyster Cult, pubblicato nel 1978. Nel 2007 è stata realizzata un'edizione ampliata dell'album.

## Tracce
1. R.U. Ready 2 Rock - 5:29
2. E.T.I. (Extra Terrestrial Intelligence) - 5:04
3. Astronomy - 8:18
4. Kick Out the Jams (cover degli MC5) - 3:03
5. Godzilla - 4:10
6. (Don't Fear) The Reaper - 5:51
7. We Gotta Get Out of This Place (cover dei The Animals) - 4:09

## Riedizione del 2007
1. ME 262 - 3:24
2. Harvester of Eyes - 4:35
3. Hot Rails To Hell - 5:01
4. This Ain't The Summer Of Love - 2:48
5. 5 Guitars - 8:34
6. Born To Be Wild - (cover degli Steppenwolf) - 6:30
7. We Gotta Get Out Of This Place  - 4:36

## Formazione
- Eric Bloom — voce, chitarra
- Buck Dharma — Chitarra
- Allen Lanier — Tastiere, chitarra
- Joe Bouchard — Basso
- Albert Bouchard — Batteria